# 阿尔巴尼亚祖国烈士陵园

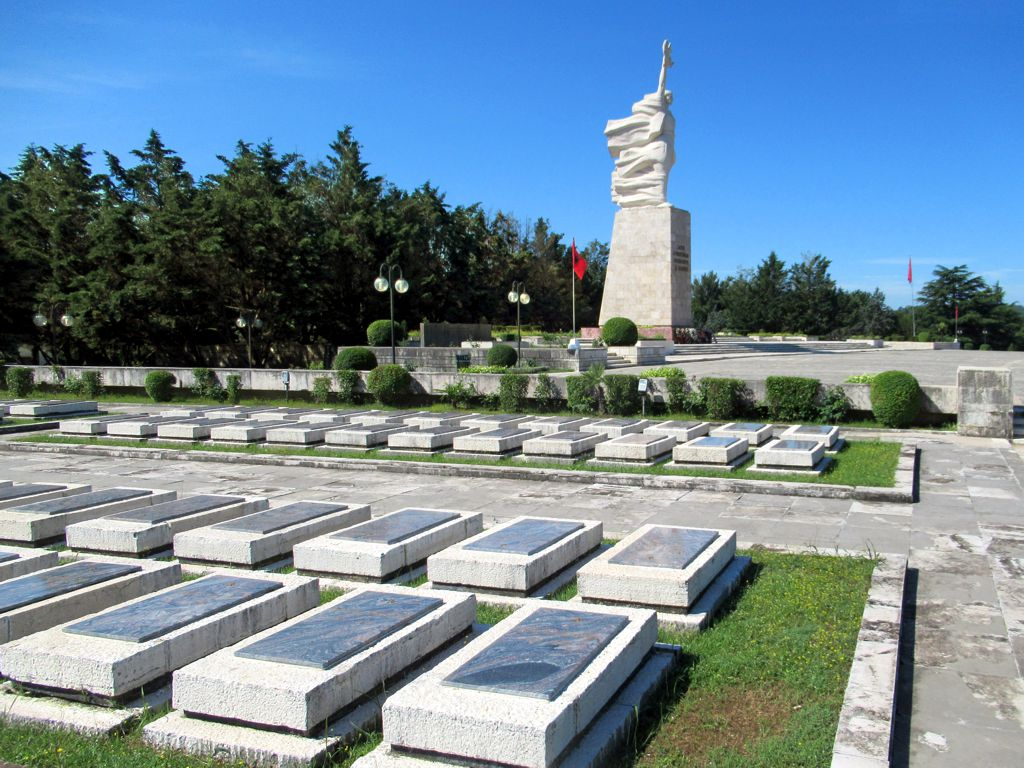
阿尔巴尼亚祖国烈士陵园，远处为“阿尔巴尼亚母亲”雕像。

阿尔巴尼亚祖国烈士陵园是阿尔巴尼亚最大的公墓，位于俯瞰首都地拉那的一个山丘上。
“阿尔巴尼亚母亲”雕像位于该陵园内。雕像象征性地代表阿尔巴尼亚，像母亲一样守护着为她献身的英雄们的永恒安眠。雕像由水泥制成，雕刻师为克里斯塔克·拉马、蒙塔兹·德拉米和沙班·哈德里。雕像高12米，矗立在一个3米高的基座上，基座上刻有“祖国烈士永垂不朽”的字样。
1985年，阿尔巴尼亚最高领导人恩维尔·霍查去世，被安葬在这里。1992年5月3日，他的遗骸被政府重新埋葬在另一个较为简朴的公墓——萨拉平民公墓中。霍查的原墓地现已被阿尔巴尼亚民主党政客阿泽姆·哈伊达里的遗骸占据，他是1980年代末反对霍查政权的学生领袖，并于1998年在地拉那遭遇暗杀。
该陵园内埋葬了约900名在第二次世界大战中牺牲的游击队员。